# Hemicytheridae
Hemicytheridae is een familie van kreeftachtigen uit de klasse van de Ostracoda (mosselkreeftjes).

## Taxonomie

### Onderfamilie
- Hemicytherinae Puri, 1953

### Geslachten
- Ambostracon Hazel, 1962 †
- Anterocythere McKenzie & Swain, 1967
- Aurila Pokorny, 1955
- Australicythere Benson, 1964
- Austroaurila Whatley, Chadwick, Coxill & Toy, 1987
- Baffinicythere Hazel, 1967
- Bensonocythere Hazel, 1967
- Bosasella Bonaduce, 1985
- Brasilicythere Sanguinetti, Ornellas & Coimbra, 1992 †
- Caudites Coryell & Fields, 1937
- Collarodontia Jellinek, 1993
- Coquimba Ohmert, 1968
- Cornucoquimba Ohmert, 1968 †
- Cuvillierina Rossi de Garcia, 1972 †
- Daishakacythere Irizuki, 1993
- Elofsonella Pokorny, 1955
- Falklandia Whatley, Chadwick, Coxill & Toy, 1987
- Favella Coryell & Fields, 1937 †
- Finmarchinella Swain, 1963 †
- Galapagocythere Bate, Whittaker & Mayes, 1981
- Harleya Jellinek & Swanson, 2003
- Hemicythere Sars, 1925
- Hemicytheria Pokorny, 1955
- Hemicytheridea Kingma, 1948 †
- Hermanites Puri, 1955 †
- Heterocythereis Elofson, 1941
- Hornibrookella Moos, 1965 †
- Jacobella Swanson, 1979
- Johnnealella Hanai & Ikeya, 1991 †
- Jugosocythereis Puri, 1957 †
- Laperousecythere Brouwers, 1993
- Malzella Hazel, 1983 †
- Matsucythere Hu & Tao, 2008
- Meridionalicythere Whatley, Chadwick, Coxill & Toy, 1987
- Muellerina Bassiouni, 1965
- Nanocoquimba Ohmert, 1968 †
- Neobuntonia Hartmann, 1981
- Neocaudites Puri, 1960
- Neohornibrookella Jellinek, 1993
- Neosinocythere Huang, 1985
- Nodocoquimba Hu & Tao, 2008
- Nonurocythereis Ruggieri & Russo, 1980 †
- Orionina Puri, 1954
- Parahermanites Hu & Tao, 2008
- Parapokornyella Babinot, 1980 †
- Paraquadracythere Jellinek, 1993
- Patagonacythere Hartmann, 1962
- Procythereis Skogsberg, 1928
- Pseudaurila Hu, 1981 †
- Pseudoaurila Ishizaki & Kato, 1976
- Puriana Coryell & Fields, 1953 †
- Radimella Pokorny, 1969 †
- Reussicythere Bold, 1966
- Robustaurila Yajima, 1982 †
- Ruggiericythere Aiello, Coimbra & Barra, 2004
- Shungyangella Hu & Tao, 2008
- Sinocythere Hou in Hou et al., 1982
- Sinoradimella Hu & Tao, 1986 †
- Tenedocythere Sissingh, 1972 †
- Tyrrhenocythere Ruggieri, 1955
- Urocythereis Ruggieri, 1950
- Uromuellerina Bassiouni, 1969 †
- Waiparacythereis Swanson, 1969 †
- Yezocythere Hanai & Ikeya, 1991 †